# Colombe violacée
Geotrygon purpurata
Espèce
Synonymes
- Osculatia purpurea Salvin, 1878
(protonyme)

Statut de conservation UICN

 EN C2a(i) : En danger
La Colombe violacée (Geotrygon purpurata) est une espèce d’oiseaux du nord de l'Amérique du Sud appartenant à la famille des Columbidae.

## Distribution
Cet oiseau vit en Colombie et en Équateur.

Distribution de l'espèce en Amérique du Sud (2020).